# Дистония
Дистони́я — стабильные рефлекторные двигательные сокращения отдельных групп мышц в какой-либо части тела. Дистонией называют синдром, при котором происходит постоянное либо спазматическое сокращение мышц, затрагивающее как мышцу-агонист, так и противодействующую ей мышцу. Спазмы мышц часто непредсказуемы, они изменяют нормальное положение тела, могут носить хронический характер и вызывать значительное неудобство, боль и потерю трудоспособности.

## Классификация
Существует множество форм дистоний, различных по этиологии, проявлениям, оптимальным методам терапии: фокальная, профессиональная, спастическая и другие. В 2006 году были приняты официальные рекомендации Европейской Федерации Неврологических Обществ и Общества Двигательных Расстройств (EFNS\MDS) по проблеме дистонии.

## Лечение

### Консервативная терапия
Согласно рекомендациям EFNS, лекарственные препараты малоэффективны, эффективно применяются инъекции ботулотоксина.

### Хирургические методы
Одним из эффективных хирургических методов лечения дистонии является глубинная стимуляция головного мозга (Deep Brain Stimulation, DBS). Суть метода заключается в том, что в глубинные структуры мозга проводится электрод, который соединяют с вживляемым под кожу специальным нейростимулятором. 
Метод эффективен более чем на 5 лет, но генератор требует плановой замены каждые 5-7 лет.
Наряду с эффективностью, для метода характерны осложнения связанные с разрезами и имплантацией инородных тел. По данным D.T.M. Chan (2009) на сто случаев имплантации электродов случается одно внутримозговое кровотечение, два электрода меняют позицию, два электрода переламываются и один генератор подвергается инфекции, что составляет долю осложнений около 5 %.

### Лечение фокусированным ультразвуком под контролем МРТ (МР-ФУЗ)
Японский нейрохирург Shiro Horisawa и канадец Alfonso Fasano в 2017−2018 годах опубликовали первые результаты лечения дистонии бескровным методом МР-ФУЗ. Первым пациентом был музыкант, у которого заметное улучшение продлилось более одного года при отсутствии каких-либо осложнений. Тремя годами позже Shiro Horisawa обнародовал опыт лечения десяти пациентов со сроком наблюдения один год. У пациентов отмечено улучшение. Ни у одного пациента не было отмечено дизартрии.
Лечение методом МР-ФУЗ проводится без разрезов, не требует общего наркоза.

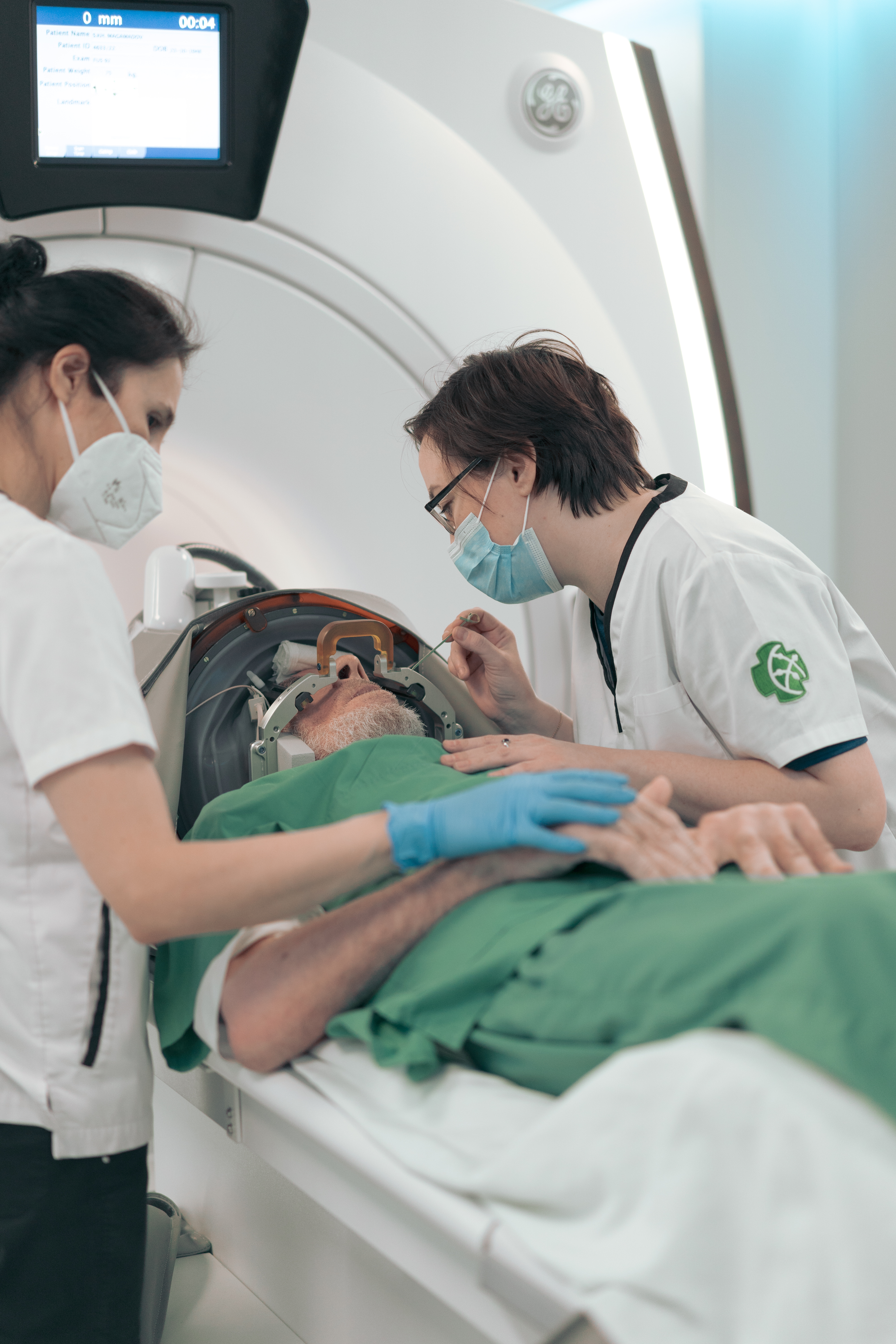
Операционный стол МР-ФУЗ. Бригада врачей проводит неврологические тесты пациенту, находящемуся в сознании.

Процедура проводится в условиях комнаты МРТ со специальным операционным столом МР-ФУЗ. 
Операционный стол состоит из шлема, содержащего 1024 ультразвуковых передатчиков. Шлем способен сфокусировать ультразвук в точку размером 1 мм внутри головного мозга с энергией, достаточной для нагревания. Особенностью нейронов мозга является способность отключаться на 2−3 минуты после воздействия ультразвуком определённой интенсивности. Это позволяет найти участок мозга, воздействие на который будет эффективно и безопасно. После нахождения целевого участка, в этом месте под контролем МР-термометрии проводится  более сильное воздействие, вызывающее длительный эффект. Методика подобна микроскопическому скальпелю, который появляется внутри мозга только после того, как хирург убедился, что воздействие должно быть именно там.
С 2020 года в России существует центр, обладающий опытом лечения дистоний методом МР-ФУЗ.
Лечению методом МР-ФУЗ посвящён канал Youtube "Фокусированный ультразвук", где в том числе можно увидеть видео результатов лечения.